# Église à plan centré

Exemple de plan centré : la chapelle palatine d'Aix-la-Chapelle.

Une église à plan centré est un type d'église dont le plan est massé (circulaire ou polygonal) par opposition à l'église à plan basilical. Ce type de plan s'accompagne souvent d'une coupole.

## Apparition
Les tholos, concept de temples parfaitement ronds fréquemment dotés d'une coupole, sont apparus dans la Grèce antique et deviennent plus fréquents dans la Rome antique. Ils constituent l'un des deux grands types de temples gréco-romains avec le plan rectangulaire. Le Panthéon de Rome est également un modèle de temple à plan centré dominé par une immense coupole. Le plan centré sera repris par les mausolées païens. Les églises à plan centré s'inspirent aussi probablement de bâtiments à structure semblable qu'on trouve dans les palais romains : salles octogonales de la Domus Aurea (64) et de la Domus Augustana (92), pavillon des jardins de Licinius (temple de Minerve Medica, vers 300). Le palais d'Antiochos (416-418) à Constantinople présente une structure similaire. On en trouve également des exemples dans les thermes romains. Il s'agit d'édifices polygonaux entourés de niches, d'exèdres et de vestibules et surmontés d'une coupole.
Les premières églises chrétiennes à plan centré apparaissent en Italie dès les débuts de l'architecture chrétienne sous le Bas Empire Romain aux IVe et Ve siècles. Dans un premier temps il s'agit le plus souvent de martyriums qui s'inspirent des mausolées. À Rome, parmi les exemples parvenus jusqu'à nos jours on citera notamment l'église Sainte-Constance et l'église Saint-Étienne-le-Rond, assez bien conservées. À Milan il faut citer l'imposante basilique Saint-Laurent. Il faut citer aussi le Saint Sépulcre de Jérusalem construit à la demande de l'empereur Constantin. 
En Syrie elles apparaissent à la fin du Ve et au début du VIe siècle. Plus tardivement, la basilique Saint-Vital de Ravenne, VIe siècle, est un modèle de grande église byzantine à plan centré. 
Les baptistères ne sont pas des églises proprement dit mais leur plan traditionnellement centré doit être mentionné, ils n'ont pas été sans influence sur l'architecture des églises. Le baptistère du Latran à Rome est considéré comme le modèle de tous les baptistères construits par la suite, qui se répandront en nombre dans tout le Bassin méditerranéen.

## Diffusion

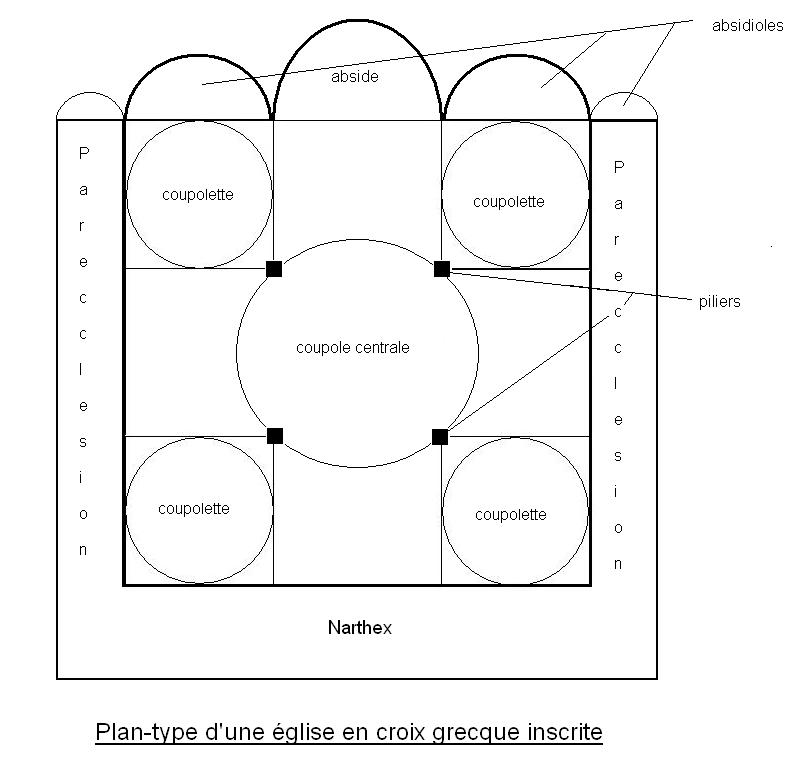
Plan d'une église en croix grecque inscrite

Le plan centré à coupole se répand dans l'Empire byzantin, pour deux raisons :
- Contrairement aux basiliques, il comporte un espace central propice à la célébration du culte impérial, que les empereurs cherchaient à introduire dans la liturgie chrétienne[1] ;
- Il était perçu comme un symbole du pouvoir impérial : la terre carrée est dominée par la voûte céleste[3].

À Constantinople, le plus vieil exemple connu est Saint-Polyeucte (entre 524 et 527), où l'influence du plan basilical est encore perceptible (longueur et parallélisme des trois nefs). Saints-Serge-et-Bacchus (518 – 519 ou 520) est une église à plan centré, inspirée des édifices palatiaux. Sainte-Sophie (532-537) est essentiellement une église à plan centré ; l'influence de la basilique ne se manifeste que dans la longueur de la nef centrale. La basilique Saint-Vital de Ravenne est également construite vers la même époque. Rapidement, le plan centré devient prédominant dans l'architecture byzantine et à partir du IXe siècle une de ses variantes va définitivement s'imposer : la « croix grecque inscrite ». Il s'agit d'un édifice carré, dans lequel est inscrit une croix aux branches de longueur égale dont le centre est surmonté d'un dôme. On retrouve notamment ce plan dans l’église du Myrélaion à Constantinople.
Le plan centré est courant dans l'architecture carolingienne (IXe siècle) et est moins fréquent dans l'architecture ottonienne (Xe siècle). Notons que les églises à double chœur sont perçues par certains auteurs comme proches des églises à plan centré.
Dans l'architecture romane, c'est surtout à l'époque de la maturité ou du roman tardif que furent construites des églises à plan centré. Il s'agit souvent d'églises du Saint-Sépulcre (Ségovie, Oxford, Neuvy-Saint-Sépulchre, Tomar, Torres del Río).
Le plan centré se développe en particulier dans certaines régions. Au XIe siècle, il est fréquent dans l'aire lombarde : San Salvatore à Almenno, San Lorenzo à Mantoue, l'ancienne cathédrale de Brescia, Saint-Sépulcre de Santo Stefano à Bologne. Par ailleurs, l'édifice circulaire avec abside se développe en Europe centrale à partir de la Bohême. Dans la Baltique, on trouve des églises circulaires à quatre support, à voûte articulée sur deux niveaux ou des structures carrées avec absides et tours (Kalundborg). En Provence et en Italie, on trouve des édifices octogonaux. Les églises dédiées à la Sainte-Croix ont souvent un plan en croix grecque (Trèves, Montmajour), tout comme la basilique Saint-Marc de Venise et la cathédrale Saint-Front de Périgueux.
Le plan centré est remis au goût du jour en Occident par l'architecture baroque.

## Exemples
- Église de Saints-Serge-et-Bacchus (Constantinople, 518 – 519 ou 520)
- Sainte-Sophie (Constantinople, 532-537)
- Basilique Saint-Vital de Ravenne (525-548)
- Chapelle palatine d'Aix-la-Chapelle (792-805)
- Oratoire carolingien de Germigny-des-Prés (806)
- Église Santa Maria della Consolazione de Todi (1508-1607)
- Église Saint-André du Quirinal (Rome, 1658-1678)
- Église Notre-Dame de Bon Secours (Bruxelles, 1664-1694)
- Centrumkerk, (Paramaribo, 1810)
- Église Saint-Joseph du Havre (1951-1956)